# Megachile leucostomella
Megachile leucostomella là một loài Hymenoptera trong họ Megachilidae. Loài này được Cockerell mô tả khoa học năm 1927.